# الأنتيل الفرنسية

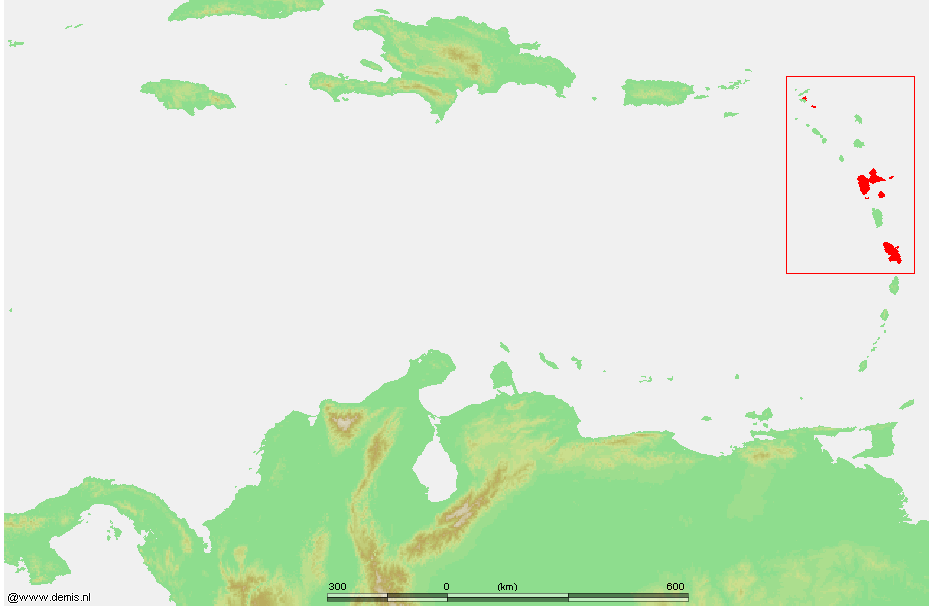
الكاريبي: الأراضي التي بالأحمر هي جزر الأنتيل الفرنسية.

الأنتيل الفرنسية (بالفرنسية: Antilles françaises) هي مجموعة جزر فرنسية تقع في الكاريبي.

## قائمة جزر الأنتيل الفرنسية
- جزيرة غوادلوب التي تكون مع تبعياتها في نفس الوقت إقليم ومنطقة في ما وراء البحار، وكذلك منطقة متطرفة تابعة للاتحاد الأوروبي.[6][7][8] رمزها الجغرافي الرسمي التابع لأقاليم فرنسا هو 971. تتكون الجزيرة من أرضين أو منطقتين:
  - باس تار.
  - غراند تار.
- لا ديزيراد: هضبة حجرية جيرية ذات مساحة 21 كم مربع. تقع في قلب المحيط الأطلسي، وهي الجزيرة الأكثر شرقا للأنتيل الفرنسية. تتبع الجزيرة إداريا لغوادلوب.
- ماري غالونت: ثالث أكبر جزيرة للأنتيل الفرنسية. تتبع كذلك إداريا غوادلوب، لذلك تتمتع بخصائص الاتحاد الأوروبي.
- جزر ديه سانت: تتكون من منطقتين مسكونتين (تار دو هو وتار دو با) وبضعتا جزيرات صغيرة خالية. تتبع أيضا غوادلوب.
- مارتينيك: جزيرة المارتينيك تكون وحدها إقليما فرنسيا وأيضا منطقة فرنسية ورمزها الجغرافي الرسمي هو 972. تعتبر لذلك منطقة متطرفة تابعة للاتحاد الأوروبي.
- سان بارتليمي: هذه الجزيرة الشمالية للأنتيل، تبعة قديمة لغوادلوب، أصبحت إداريا مجموعة ما وراء البحار. حتى وإن كان رمز الترقيم البريدي 97133 الخاص بغوادلوب لا يزال موجود، إلا أن رمزها هو 977 منذ التغييرات الواقعة على القانون عدد2007-223 ل21 فبراير 2007 المنشور في الجريدة الرسمية عدد 45 ل22 فبراير 2007 الذي يحتوي على تغييرات متعقلة بما وراء البحار. تم احتسابها كمنطقة متطرفة للإتحاد الأوروبي حتى 1 يناير 2012 أين أصبحت أول بلد وإقليم ما وراء البحار فرنسي في الكاريبي.
- سانت مارتن: فرنسا تتحكم في الجزء الشمالي من الجزيرة. الجزء الجنوبي من جهته هو أرض ذاتية الحكم وهو سينت مارتن تابع لهولندا. منذ القانون عدد2007-223 ل21 فبراير 2007 المنشور في الجريدة الرسمية عدد 45 ل22 فبراير 2007، وفي نفس أوضاع سان بارتليمي، الجزء الفرنسي، تبعة قديمة لغوادلوب، انتقلت من وضعية بلدية إلى مجموعة ما وراء البحار. رمزها الجغرافي الرسمي هو 978، حتى وإن رمز الترقيم البريدي 97150 التابع لغوادلوب لا يزال موجود. تعتبر منطقة متطرفة تابعة للاتحاد الأوروبي.

منتشرة على مساحة 825 2 كم مربع، عدد السكان الجملي للأنتيل الفرنسية هو 811 844 نسمة في 2008.
| الرتبة | الجزيرة                | عدد السكان (2008) | المساحة (كم2) | الكثافة السكانية | الاسم الكاريبي         |
| ------ | ---------------------- | ----------------- | ------------- | ---------------- | ---------------------- |
| 1      | غراند تار (غوادلوب)    | 681 197           | 586,68        | 337              | كوشالاوا Couchâalaoüa  |
| 2      | باس تار (غوادلوب)      | 782 187           | 847,82        | 221              | كالاوكايرا Calaoucaëra |
| 3      | مارتينيك               | 693 397           | 128,03 1      | 353              | جواناكايرا Jouanacaëra |
| 4      | سانت مارتن             | 661 36            | 53,20         | 689              | أواليشي Oüalichi       |
| 5      | ماري غالونت (غوادلوب)  | 872 11            | 158,01        | 75               | أيشي Aïchi             |
| 6      | سان بارتليمي           | 673 8             | 25,00         | 347              | أوانالاو Oüanalao      |
| 7      | جزر ديه سانت (غوادلوب) | 862 2             | 12,8          | 224              | كاروكايرا Caaroucaëra  |
| 8      | لا ديزيراد (غوادلوب)   | 587 1             | 23,12         | 69               | أواليري Oüaliri        |

## أراضي فرنسية قديمة
هذه الأرضي هي اليوم مستقلة أو منتمية لدول أخرى:
| المنطقة            | أراضي قديمة                                                                         |
| ------------------ | ----------------------------------------------------------------------------------- |
| جزر الأنتيل الكبرى | هايتي, جمهورية الدومينيكان                                                          |
| جزر الأنتيل الصغرى | دومينيكا, غرينادا, جرينادين، سانت كروا، سان كريستوف، سانت لوسيا، سانت فنسنت، توباغو |

## مقالات ذات صلة
- جزر الأنتيل الكبرى
- جزر الأنتيل الصغرى
- الأنتيل البريطانية
- الأنتيل الهولندية
- خطوط الكاريبي الجوية
- تبعات غوادلوب
- موسيقى الأنتيل الفرنسية
- قائمة موانئ الأنتيل الفرنسية